# Магусты
Магусты — покинутый аул в Галанчожском районе Чеченской Республики. Входит в Нашхоевское сельское поселение.

## География
Аул расположен на северо-восточной части Галанчожского района, к северо-востоку от районного центра Галанчож.
Ближайшие населённые пункты: на севере — сёла Шалажи и Гехи-Чу, на западе — бывший аул Бончу-Дига, на юго-востоке — бывший аул Ажгечу, на юго-западе бывший аул Гурчу.

## История
Село было ликвидировано в 1944 году во время депортации чеченцев. После восстановления Чечено-Ингушской АССР чеченцам было запрещено возвращаться в свои исконные районы: Галанчожский, Шатойский и Итум-Калинский.